# Dercitus latex
Dercitus latex is een spons in de taxonomische indeling van de gewone sponzen (Demospongiae). De wetenschappelijke naam van de soort werd in 2007 gepubliceerd door Moraes & Muricy.